# Station Town
Station Town – wieś w Anglii, w hrabstwie Durham. Leży 15 km na południowy wschód od miasta Durham i 366 km na północ od Londynu.